# Власьево (Луховицкий район)
Власьево — деревня в Луховицком муниципальном районе Московской области.
Деревня относится к Астаповскому сельскому поселению. До 2004 года входила в Городнянский сельский округ Луховицкого района. Деревня небольшая — по состоянию на 2006 год в деревне постоянно живёт всего 27 человек.
Деревня Власьево известна с XVI века, она расположена вблизи реки Осетр, притока Оки. В деревне имеется памятник природы — старинный барский парк с залесённым оврагом. В парке сохранились большие старые дубы-долгожители. Имение принадлежало Ржевским; здесь родился и впоследствии жил Д. С. Ржевский.
Рядом с деревней Власьево работает детский оздоровительный центр «Власьево», который размещён в лесной зоне на берегу реки Осетр на территории около 7 гектар. В центре работают кинозал и библиотека, есть столовая на 200 мест. Живут отдыхающие дети в двухэтажных домиках, отапливаемых зимой. Для детей проводятся спортивные соревнования и работают разнообразные кружки.

## Расположение
- Расстояние от административного центра поселения — посёлка совхоза «Астапово»
  - 10 км на запад от центра посёлка
  - 10,5 км по дороге от границы посёлка (через Нововнуково)
- Расстояние от административного центра района — города Луховицы
  - 15 км на юго-запад от центра города
  - 15 км по дороге от границы города (через Асошники и Матыру)
  - 17 км по дороге от границы города (через Асошники, Матыру и Круглово)

## Улицы
В деревне существуют (или существовали ранее) следующие улицы:
- Верхняя улица
- Нижняя улица
- Улица Каменка
- Новая улица[2]
- Полевая улица